# 額爾濟斯河戰役
額爾濟斯河戰役，發生在1208年末至1209年初，是蒙古帝國與蔑兒乞-乃蠻殘部之間的戰役，在布克特爾馬河與額爾齊斯河的交界處進行。蔑兒乞與成吉思汗的家族孛兒只斤家族有著長期的競爭關係，並與乃蠻人一起反對成吉思汗。1204年的纳忽昏山-不黑都儿麻之战粉碎了蔑兒乞-乃蠻聯盟的部隊，倖存者逃到了西西伯利亞南部。當成吉思汗的兒子朮赤率領遠征隊進入西伯利亞征服蒙古人所謂的「林木百姓」時，他在額爾齊斯遇到了蔑兒乞人和乃蠻人的殘餘軍隊，並徹底擊敗了他們，瓦解了聯盟。蔑兒乞部長脫黑脫阿被殺(中亂箭而死)，很多蔑兒乞人在逃走時淹死在河中，他的幾個兒子和乃蠻領袖屈出律逃跑了。
由於無法帶走父親的屍體，脫黑脫阿的兒子赤剌溫把他的頭砍下來帶走。
在戰鬥中倖存下來的蔑兒乞和乃蠻逃跑了。他們在楚河重新集結，但再次被擊敗。倖存的蔑兒乞人向西逃亡，首先逃到畏兀兒人那裡，然後在畏兀兒人與蒙古人結盟後逃到欽察人中，乃蠻領袖屈出律向南逃到西遼。1211年，屈出律篡奪了王位並接管了王朝。七年後，蒙古人入侵西遼，擊敗並處決了屈出律。
可能在1209年至1219 年之間的某個時候，很可能是1217年或1218年，速不台、哲別和禿哈查爾將軍被派去對付剩餘的蔑兒乞人，他們和圖卡查爾，可能還有一支畏兀兒軍隊，在今哈薩克西部相遇並摧毀了蔑兒乞人。脫克脫阿倖存的兒子忽都逃到了現在的哈薩克北部，但被速不台和哲貝追趕並擊敗。